# Lago Stella
El lago Stella  es un lago glacial situado en la cordillera Snake, en el condado de White Pine (Nevada), Estados Unidos. Se encuentra dentro del Parque nacional de la Gran Cuenca, justo al norte del pico Wheeler.